# Vanilla angustipetala
Vanilla angustipetala ist eine Pflanzenart aus der Gattung Vanille (Vanilla) in der Familie der Orchideen (Orchidaceae). Sie wächst als Kletterpflanze in Brasilien.

## Beschreibung
Vanilla angustipetala ist eine immergrüne Kletterpflanze. Der Spross ist dünn und biegsam. Die Blätter werden neun bis zehn Zentimeter lang und etwa 2,5 Zentimeter breit. Die Blattform ist schmal oval bis lanzettlich, an der Basis abgerundet mit kaum sichtbarem Blattstiel, vorne lang ausgezogen.
Der Blütenstand wird etwa fünf Zentimeter lang, häufig trägt er nur zwei Blüten. Die Tragblätter sind mit 2,5 bis 4,5 Zentimeter recht groß und laubblattartig ausgebildet, sie sind lanzettlich und enden spitz. Der Fruchtknoten ist dünn und 2,5 Zentimeter lang. Die Sepalen sind zungenförmig, 3,2 Zentimeter lang, die seitlichen etwas asymmetrisch gebogen. Die Petalen sind ähnlich geformt, aber kürzer und auf der Außenseite mit hervortretender Mittelrippe. Die Lippe ist 2,3 Zentimeter lang und 1,7 Zentimeter breit, schwach dreilappig, der vordere Rand ist wenig gewellt und endet stumpf. Von der Basis bis zur Mitte der Lippe laufen drei verdickte Kiele, ab der Mitte werden sie durch sieben Reihen kleiner Höcker abgelöst, die zusammen eine ovale Fläche bedecken, die mittlere Reihe erstreckt sich bis zur Spitze der Lippe. Die leicht gebogene Säule wird 1,7 Zentimeter lang, sie ist dünn, im Querschnitt halbkreisförmig. Die Säule ist nur in einem kleinen Bereich an der Basis mit der Lippe verwachsen, dort ist sie auch auf der Unterseite behaart.

## Verbreitung
Vanilla angustipetala kommt im Südosten und Süden Brasiliens sowie im angrenzenden Paraguay und Argentinien vor. Sie besiedelt tropische Regenwälder.

## Systematik und botanische Geschichte
Vanilla angustipetala wurde 1922 von Rudolf Schlechter in Anexos das Memorias do Instituto de Butantan. Secçao de Botanica Sao Paulo, Band 1, Teil 4, Seite 19, Tafel 2, Fig. 4 erstbeschrieben.
Innerhalb der Gattung Vanilla wird Vanilla angustipetala in die Untergattung Vanilla, die nur Arten der Neotropis enthält, gestellt. Laut Portères ähnelt sie Vanilla ribeiroi, die aber von Soto Arenas und Cribb in die andere Untergattung und damit als nicht näher verwandt eingeordnet wird. Ähnliche Arten sind Vanilla parvifolia und Vanilla verrucosa. Vanilla rojasiana wird als Synonym angesehen.